# 纳塔莉·琼斯
纳塔莉·琼斯（英語：Natalie Jones，1984年10月31日—），英国女子游泳运动员。她曾代表英国参加2000年、2004年、2008年和2012年夏季残疾人奥林匹克运动会游泳比赛，获得二枚金牌和三枚铜牌。